# Torrequemada
Torrequemada ist ein Ort und eine Gemeinde  (municipio) mit 560 Einwohnern (Stand: 2024) in der Provinz Cáceres in der Autonomen Gemeinschaft Extremadura.

## Lage und Klima
Torrequemada liegt in einer Höhe von ca. 450 m. Das Stadtzentrum von Cáceres befindet sich ca. 20 Kilometer nordwestlich.

## Bevölkerungsentwicklung
| Jahr      | 1970 | 1981 | 1991 | 2001 | 2011 | 2021 |
| Einwohner | 1021 | 746  | 636  | 594  | 591  | 566  |

## Sehenswürdigkeiten
- Stephanuskirche (Iglesia de San Esteban)
- Marienkapelle
- Sebastianuskapelle

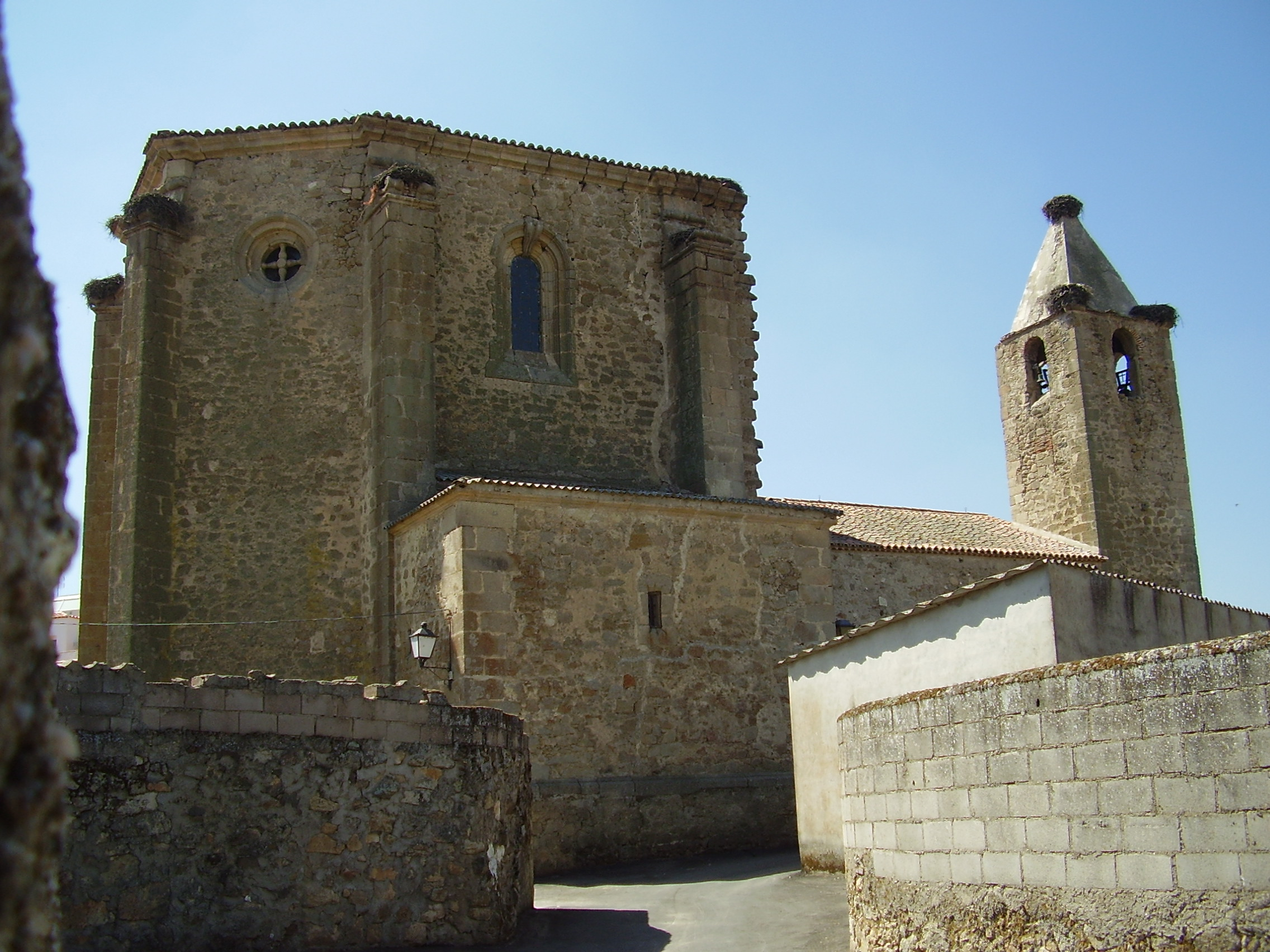
Stephanuskirche
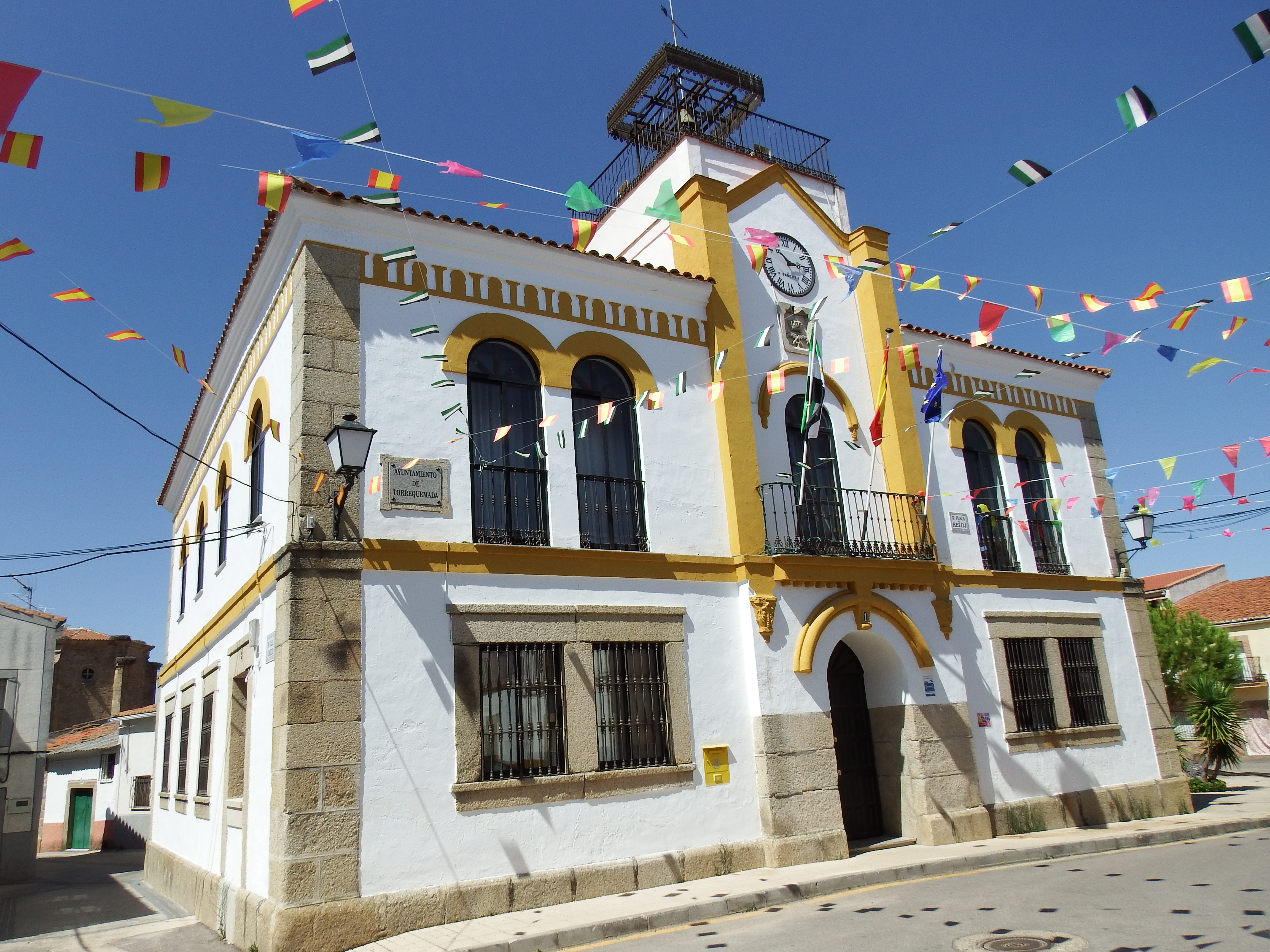
Rathaus